# Chris Butler (réalisateur)
Pour les articles homonymes, voir Chris Butler et Butler.
Chris Butler est un animateur, artiste de storyboard, réalisateur et scénariste britannique. 
Il est principalement connu pour avoir réalisé en 2012 avec Sam Fell, le film d'animation L'Étrange Pouvoir de Norman.

## Filmographie

### Réalisateur
- 2012 : L'Étrange Pouvoir de Norman avec Sam Fell
- 2019 : Monsieur Link

### Scénariste
- 2009 : Coraline chef de l’histoire et du storyboard
- 2012 : L'Étrange Pouvoir de Norman scénario d’après une histoire de Arianne Sutner et Stephen Stone
- 2016 : Kubo et l'Armure magique avec Marc Haimes et Shannon Tindle et également chef de l’histoire et du storyboard
- 2019 : Monsieur Link
- 2026 : Masters of the Universe de Travis Knight

### Animateur
- 2000 : Les Aventures de Tigrou
- 2009 : Coraline

### Artiste de storyboard
- 2002-2003 : Mr Bean, la série animée (3 épisodes)
- 2005 : Tarzan 2
- 2005 : Les Noces funèbres
- 2008 : La Légende de Despereaux
- 2009 : Coraline